# Chris Berger
Chris Berger   (Amsterdam, 27 d'abril de 1911 - Amsterdam, 12 de setembre de 1965) fou un atleta neerlandès, especialista en curses de velocitat, que va competir durant les dècades de 1920 i 1930.
Durant la seva carrera esportiva va prendre part en dues edicions dels Jocs Olímpics d'Estiu, el 1932 a Los Angeles, i el 1936 a Berlín. Sols a Berlín aconseguí arribar a la final d'una de les proves que disputà del programa d'atletisme, els 4x100 metres relleus, però en fou desqualificat.
En el seu palmarès destaquen dues medalles d'or, en els 100 i 200 metres, i una de bronze en els 4x100 metres relleus, al Campionat d'Europa d'atletisme de 1934. Aquell mateix any igualà el rècord del món dels 100 metres amb un temps de 10,3", un rècord que fou superat el 1936 per Jesse Owens, però que quedà vigent com a rècord d'Europa fins al 1951 i com a rècord nacional fins al 1965. Guanyà vuit campionats nacionals entre 1930 i 1934, quatre en els 100 i quatre en els 200 metres.

## Millors marques
- 100 metres. 10.3" (1934)
- 200 metres. 21.1" (1930)[1][4]